# Zhenping Lu
Zhenping Lu (chiń. 镇坪路站) – stacja początkowa metra w Szanghaju, na linii 3, 4 i 7. Zlokalizowana jest pomiędzy stacjami Zhongtan Lu, Caoyang Lu, Langao Lu i Changshou Lu. Została otwarta 26 grudnia 2000.